# Провулок Олександра Ройтбурда
Провулок Олександра Ройтбурда — коротка (285 м) вулиця в історичній частині Одеси, від Софіївської вулиці до вулиці Пастера.

## Історія
Провулок утворився шляхом створення проїзду по ділянці Караводіна з боку Софиївської вулиці. Проїзд не був наскрізним, тобто знаходився у межах ділянки Караводіна, південним кінцем провулок упирався у ділянку з будівлею відділення міської лікарні. У 1890-х роках на ділянках проданих Караводіним іншим лицям з'явилися житлові будинки, деякі з них мали 3-4 поверхи. Нумерація відрізнялася, від той, що існує з початку ХХ ст. — адже будинку з сучасним номером 9 розташована таблиця з надписом «будинок № 10 М. І. Шварцштейна». У 1900 році розглядалось питання взяття містом на баланс даного провулку. Стара лікарняна будівля, яка заважала з'єднання провулку з вулицею Пастера, була знесена в 1902 році, а у 1904 році був закінчений благоустрій, який відбувався під керівництвом архітектора Д. Вайсера (були влаштовані тротуари, мостові і навіть газове освітлення — чавунний кронштейн газового ліхтаря зберігся на фасаді б. № 7 (Шайкевич)) була безоплатно передана місту.
Офіційно провулок був переданий на баланс міста в 1904 році.

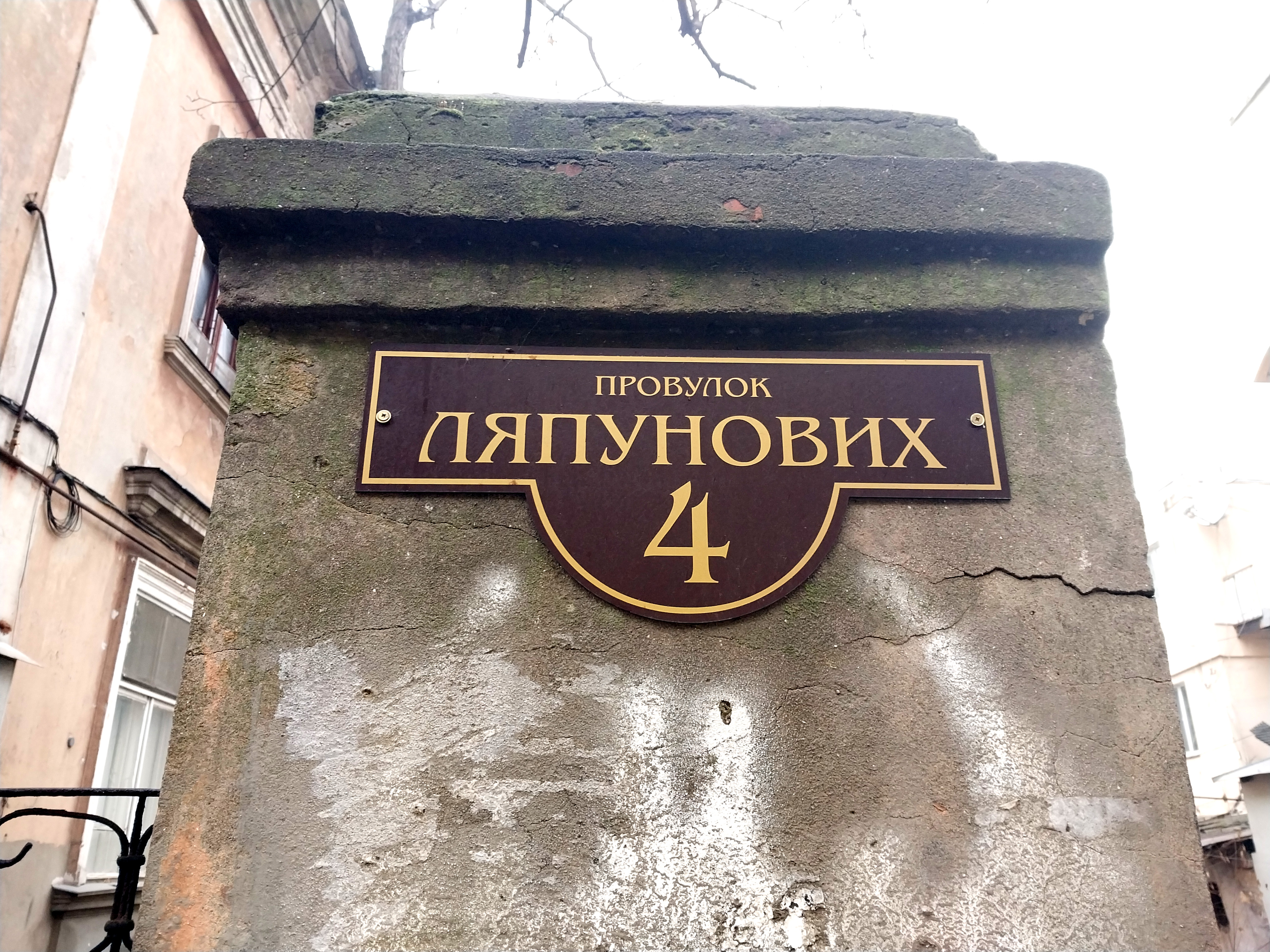
табличка із старою назвою провулку - Провулок Ляпунових

Багаторазово змінював свою назву, адже тривалий час провулок був у приватній власності. З 1876 року він згадується у якості Софіївського провулку, по прилеглій вулиці Софіївській. Потім, на нетривалий час одночасно використовувались різні назви: Новий, Малий, Караводіна, Скульптурний, з 1904 — знову Софіївський.
В одному з будинків на початку вулиці була організована радіо-телеграфна майстерня, перетворена в 1919 році в радіозавод, на якому співпрацювали майбутні академіки Л. Мандельштам і Н. Д. Папалексі.
З 1938 по 1959 рік провулок носить назву Бібліотечний, (з перервою, що почалася в 1941 році, в період румунської окупації, і по 1947 рік: провулок — Софіївський).
У 1959 році провулок отримав нову назву пров. Ляпунова, в честь видатного математика Олександра Ляпунова (1857—1918), свої останні роки жив по сусідству — в б. 10 по Софіївській вулиці. 19 липня 2023 року міська рада прийняла рішення про перейменування провулку на провулок Ляпунових, на честь всієї родини Ляпунових, до якої крім Олександра входив науковець-лінгвіст Борис Ляпунов і композитор Сергій Ляпунов. 26 липня 2024 року розпорядженням Голови Одеської ОВА провулок отримав сучасну назву, на честь видатного українського художника, Олександра Ройтбурда.

## Пам'ятки
- Будинок № 1 — Будинок Л.А. Караводіна (кінець XIX століття)
- Будинок № 2 — Прибутковий будинок С. Швендер (1890, архітектор Мазира)
- Будинок № 3 — Будинок скульптора Едуардса (1893, проєкт інженера Чіховіча)
- Будинок № 4 — Будинок лікаря-хірурга А. В. Чаушанского. Перед війною жив поет Орест Номікос[7]
- Будинок № 5 — Будинок Ф. Бергау
- Будинок № 6 — Будинок П. Фейрера
- Будинок № 7 — Прибутковий будинок Г. Шайкевича
- Будинок № 8 — Будинок І. Ськроцкого
- Будинок № 9 — Прибутковий будинок Шварцштейна (кінець XIX століття, архітектор М. Толвінський)
- Будинок № 12 — Прибутковий будинок П.Н. Козінца

|                                                    |
| Будинок скульптора Едуардса, Провулок Ройтбурда, 3 |

|                                                                 |
| Будинок лікаря-хірурга А. В. Чаушанского, Провулок Ройтбурда, 4 |

|                                                        |
| Прибутковий будинок Шварцштейна, Провулок Ройтбурда, 9 |

|                                                          |
| Прибутковий будинок П.Н. Козінца, Провулок Ройтбурда, 12 |

## Відомі мешканці

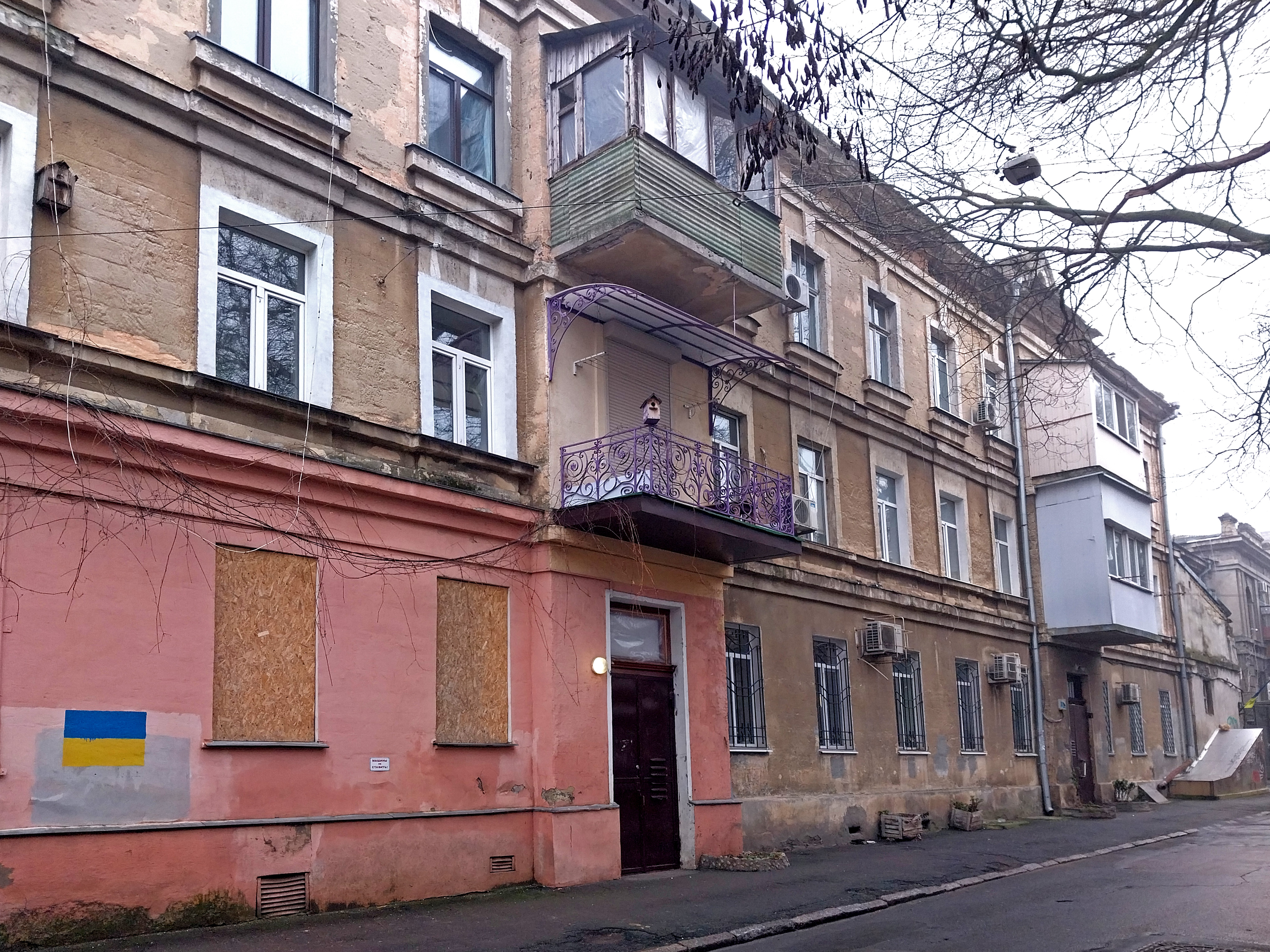
Будинок Л.А. Караводіна, Провулок Ройтбурда, 1

Найбільшим землевласником на вулиці був відставний корнет Л. Караводін.
В кінці червня 1885 в Одесу приїхав Михайло Врубель, він відновив знайомство з Б. Едуардсом, разом з яким колись відвідував школу малювання. Едуардс разом з К. Костанді намагався в той період реформувати Одеську художню школу і вирішив залучити до цієї роботи і Врубеля. Він поселив живописця у власному будинку (пров. Ляпунова, 1) і благав залишитися в Одесі назавжди .